# هوگو جانسون
هوگو جانسون (انگلیسی: Hugo Johnson؛ ۲۹ فوریه ۱۹۰۸ – ۶ ژوئن ۱۹۸۳ (aged 75)) قایقران، و قایقران قایق بادبانی اهل سوئد بود.